# Hôtel de ville de Lille
Pour les articles homonymes, voir Mairie de Lille.
L’hôtel de ville de Lille est situé place Roger-Salengro, dans le quartier Saint-Sauveur. Il a été classé Monument historique en mai 2002 et son beffroi inscrit au patrimoine mondial de l'UNESCO en 2005.
Ce site est desservi par la station de métro Mairie de Lille.
Il ne faut pas confondre son beffroi avec celui de la Chambre de commerce, également emblématique de la ville de Lille.

## Histoire
Au début du XXe siècle, l'hôtel de ville de Lille, qui succédait à l'ancienne halle échevinale installée sur la Grand'Place, était situé depuis 1664 sur la place Rihour. Il avait été reconstruit par l'architecte Charles Benvignat, entre 1847 et 1859, à l'emplacement du palais Rihour, ancienne résidence des ducs de Bourgogne. 
Celui-ci ayant été détruit par un incendie accidentel en 1916, la question de la construction d'un nouvel hôtel de ville au sortir de la Première Guerre mondiale se pose dans le contexte plus large de la reconstruction de la ville. 

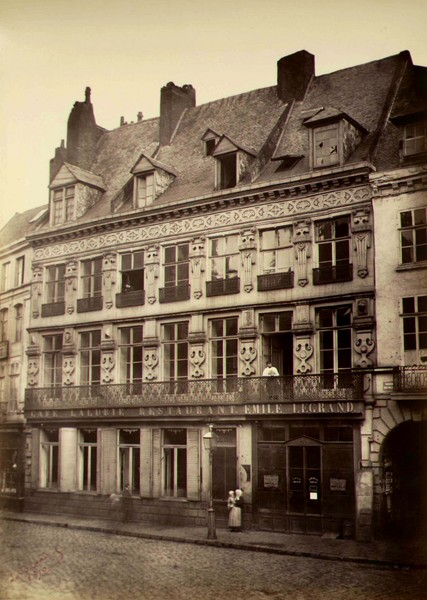
Halle échevinale
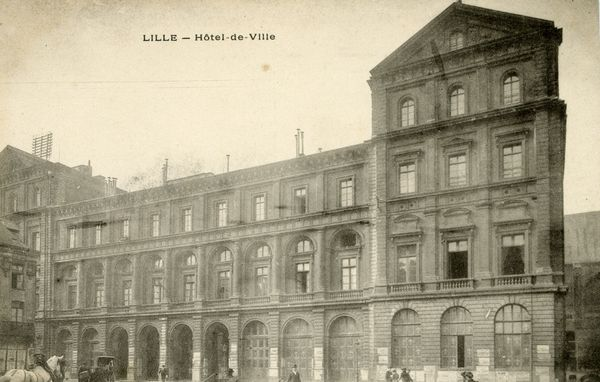
Ancien hôtel-de-Ville vers 1900
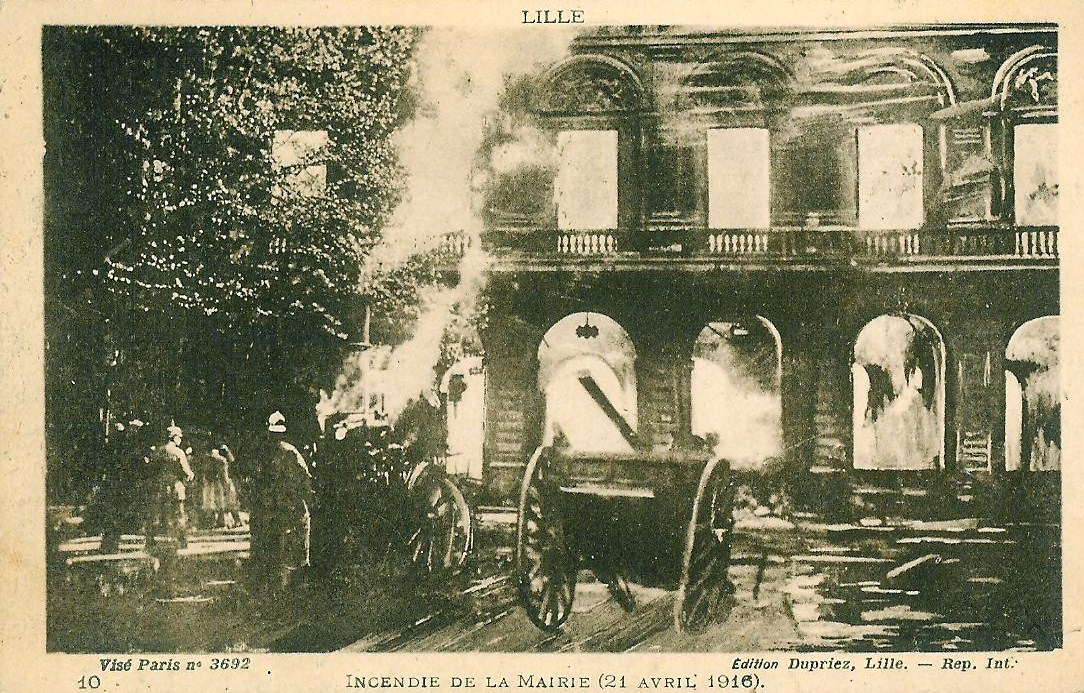
Incendie de la mairie de Lille, le 21 avril 1916

La nouvelle municipalité socialiste dirigée par Gustave Delory décide de ne pas reconstruire le bâtiment détruit, mais d'en construire un nouveau, symbole d'une nouvelle ère pour la ville. Un concours d'idées pour aménager la cité est lancé en 1920 et la construction du nouvel hôtel de ville est finalement confiée à l'architecte Émile Dubuisson. 
En attendant l'ouverture de ce nouvel Hôtel de Ville, la Mairie de Lille est installée provisoirement de 1916 à 1929 dans le bâtiment d'un ancien pensionnat catholique place Gilleson, actuellement Maison de l'apostolat des laïcs à proximité de la cathédrale Notre-Dame de la Treille.
Le site, choisi à la faveur du déclassement des fortifications militaires prononcé en 1919, se situe square Ruault, dans le quartier ouvrier de Saint-Sauveur, alors excentré et particulièrement marqué par l'habitat industriel du XIXe siècle. Le projet de Dubuisson prévoit un remaniement complet du quartier, vétuste et insalubre, et notamment le percement de nouvelles voies d'inspiration haussmannienne. Le chantier, engagé en 1924, se poursuit sous le mandat de Roger Salengro, maire de Lille à partir de 1925, qui décide de l'adjonction d'un beffroi. La construction du beffroi, premier édifice en béton armé de plus de 100 mètres de haut en France, s'effectue en deux temps, de 1929 à 1931. Elle s'achève en 1932 avec son inauguration. 
Mais le projet initial formé par Dubuisson ne sera que très partiellement réalisé. Les réparations de guerre censées financer la reconstruction se tarissent rapidement, l'aménagement du quartier ne se concrétise pas et, sur les trois ailes prévues pour l'hôtel de ville, deux seulement ont été édifiées. La construction de l'hôtel de ville actuel n'est ainsi véritablement terminée qu'en 1992, après la réalisation de l'extension au nord de la construction primitive sur des plans de l'agence d'architecture Tandem+ de Jean Pattou. En 2000, on a procédé à un aménagement du hall d'entrée.

## Description

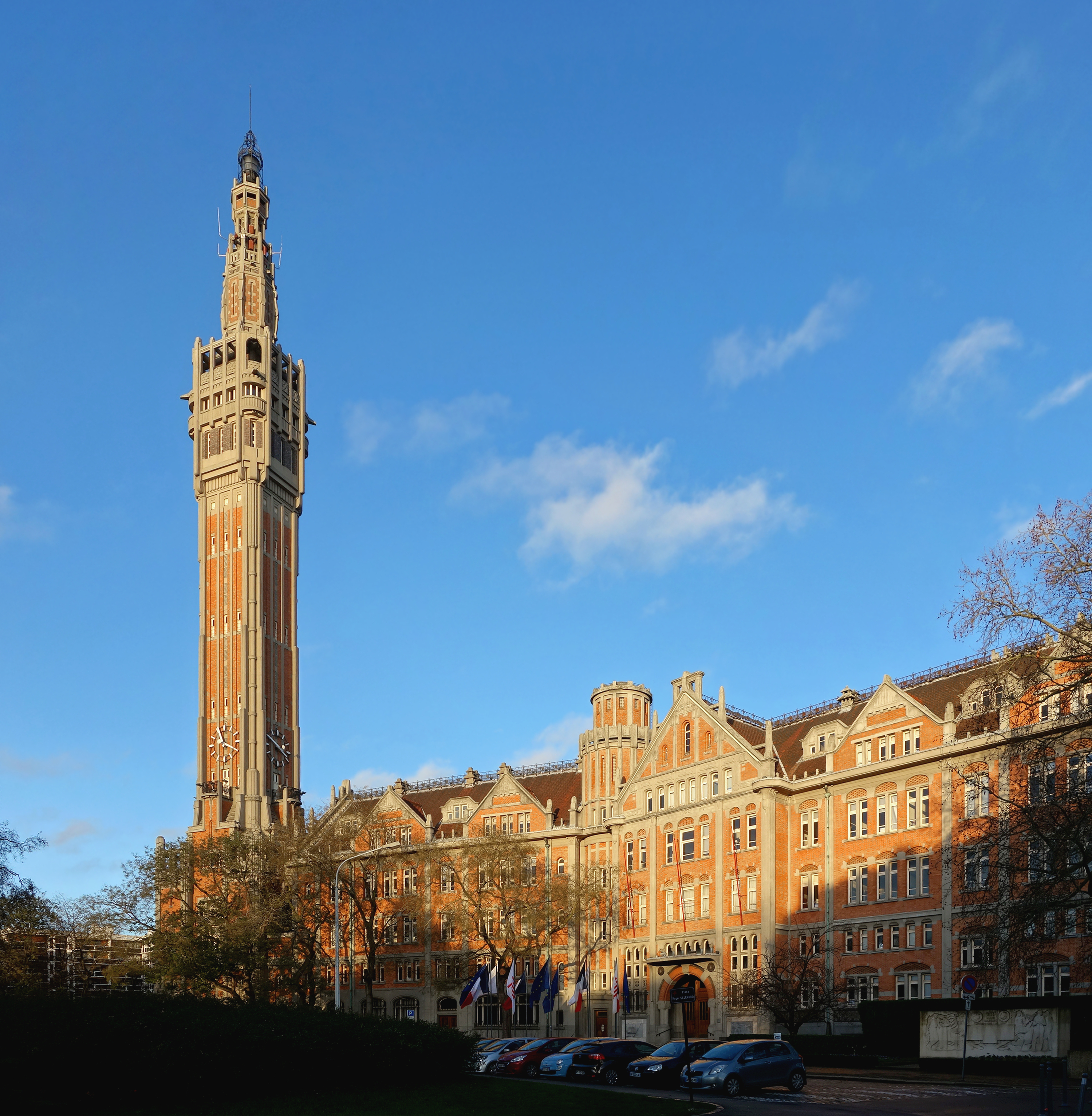
La façade.

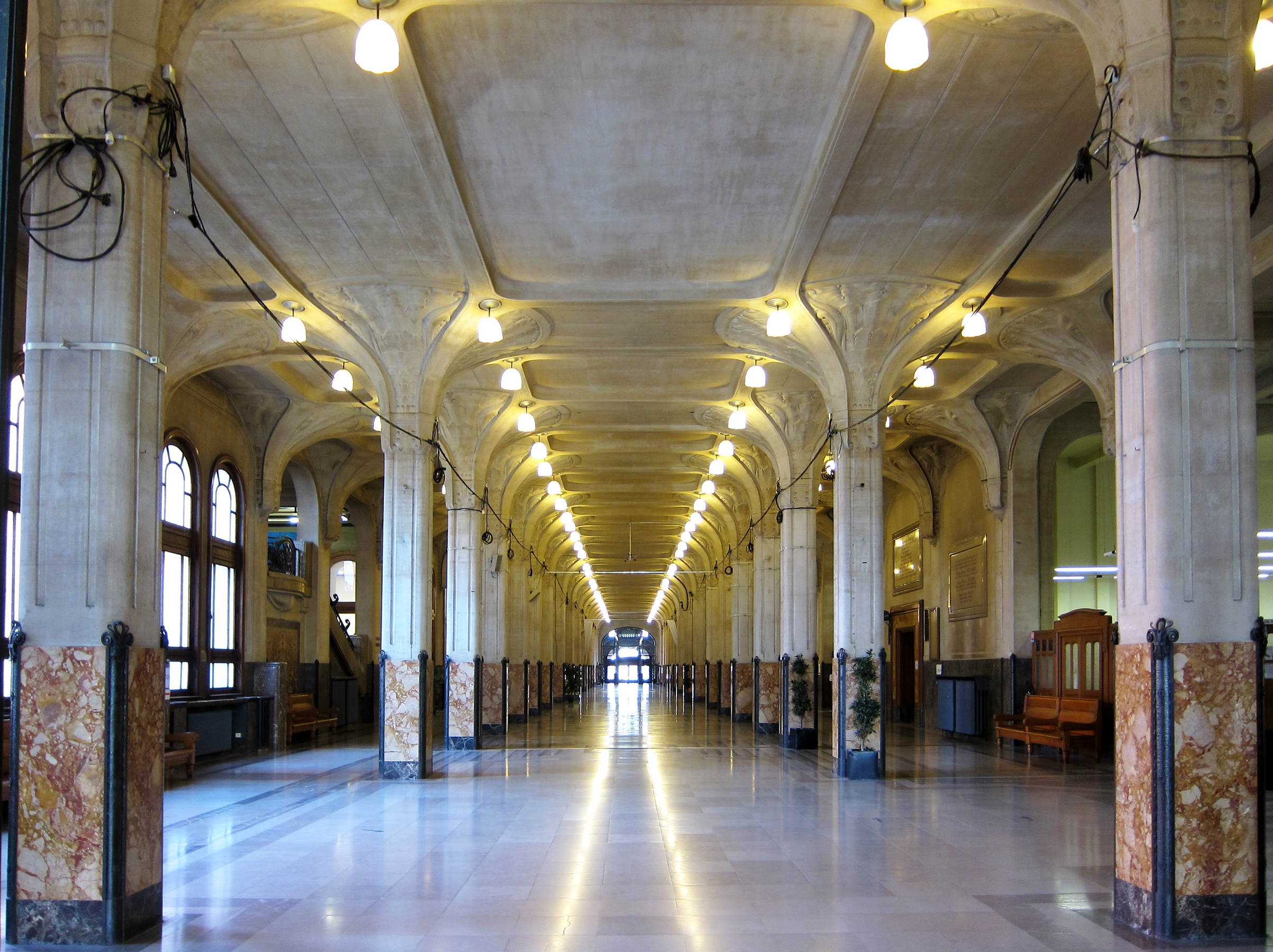
La grande galerie.

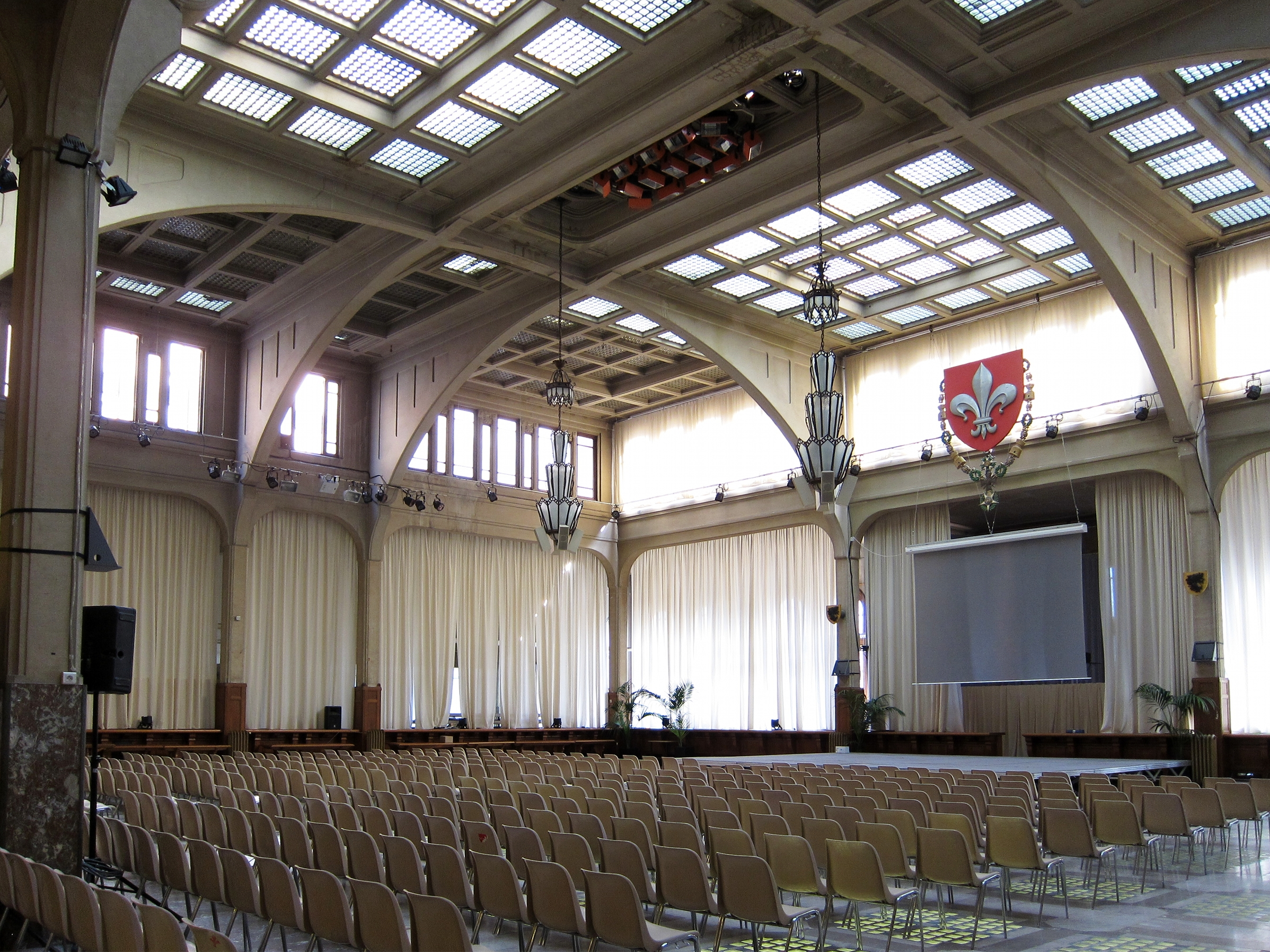
Le Grand Carré Pierre-Mauroy.

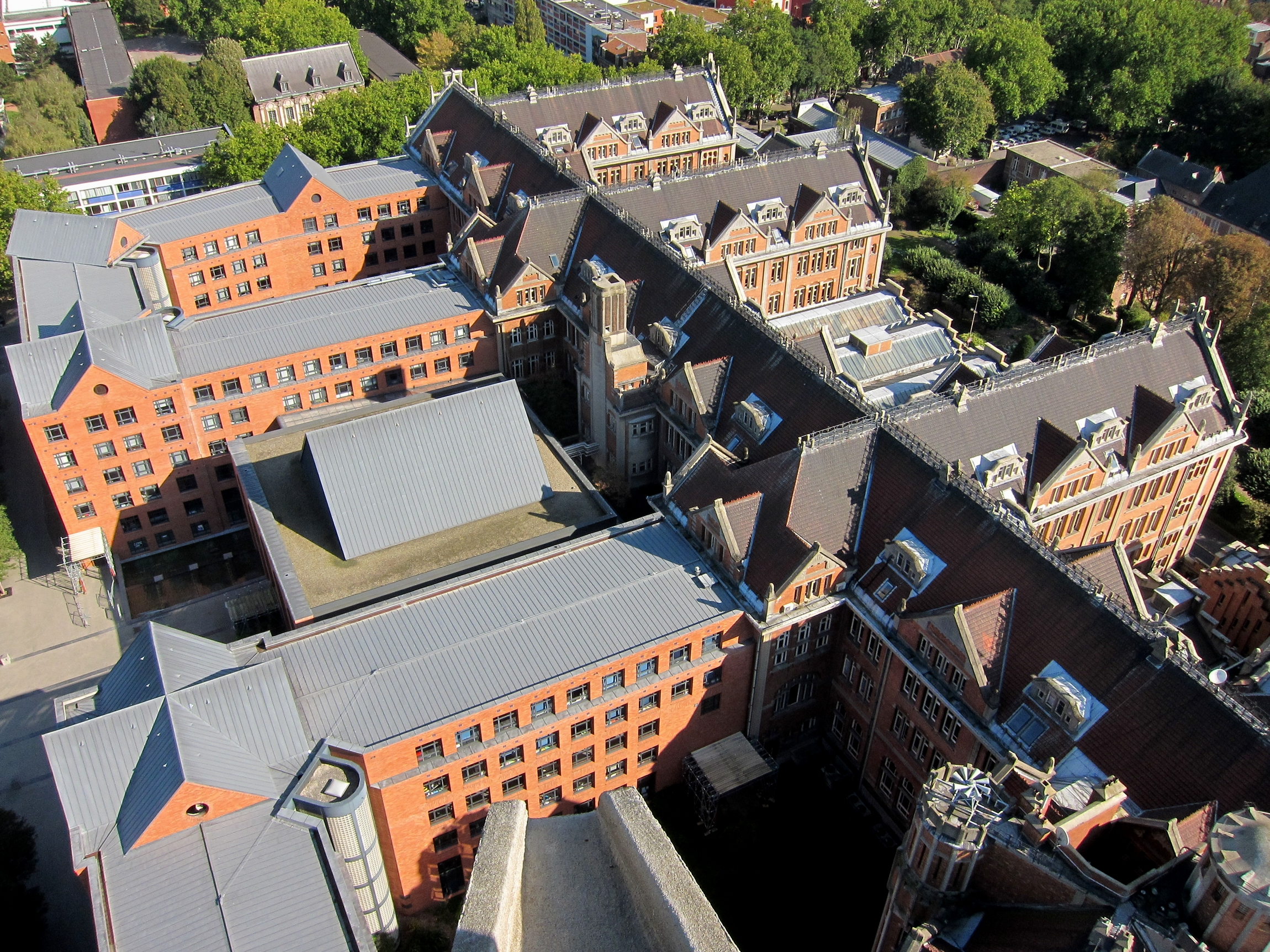
L'hôtel de ville vu depuis le beffroi, avec son extension moderne au nord.

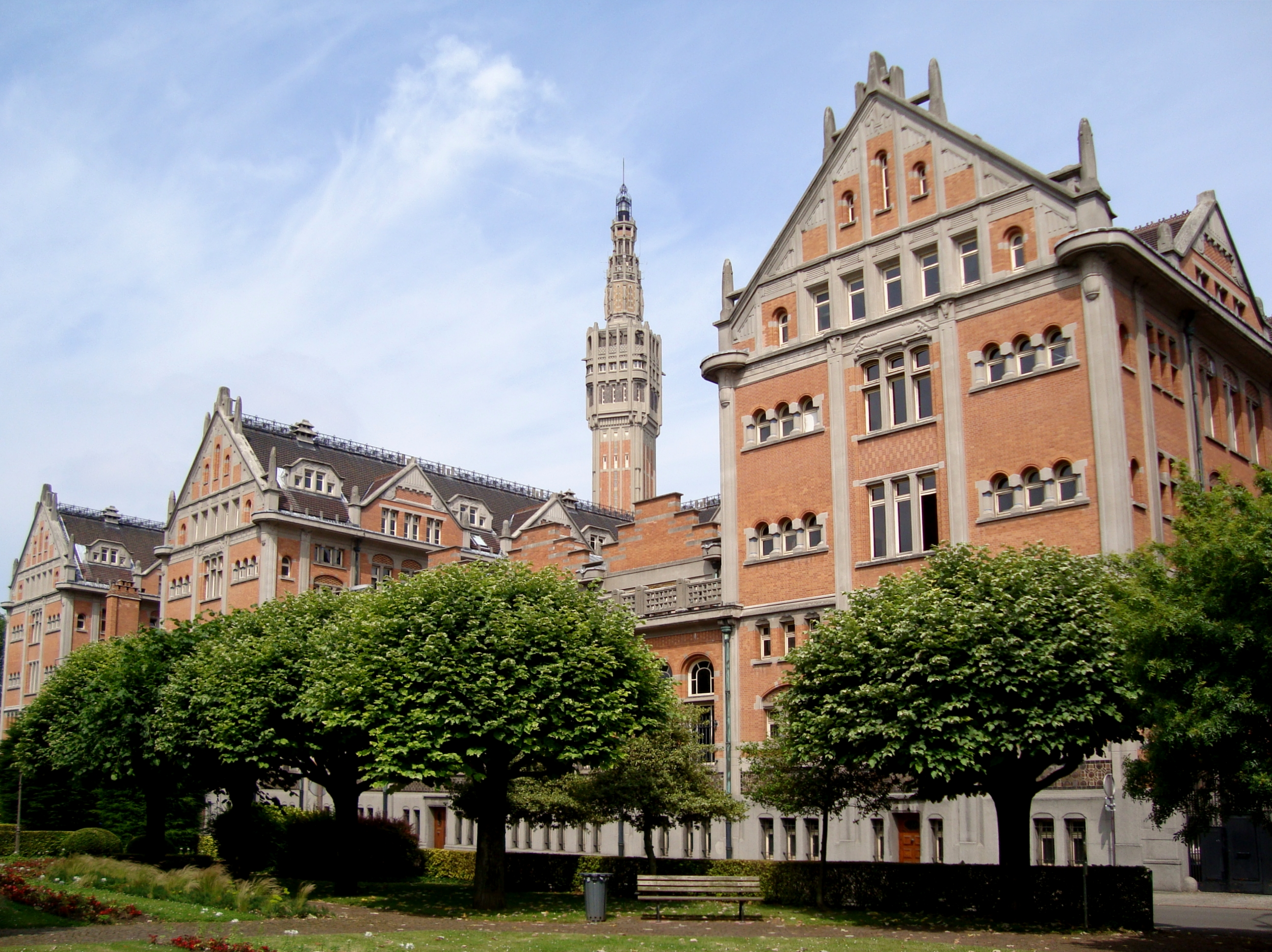
Trois des quatre imposants pignons donnant sur la rue du réduit.

Le bâtiment est construit en béton, brique, pierre de Béthisy et céramique vernissée. Sa façade, polychrome, à ouvertures à meneaux ou en anse de panier qui évoquent les maisons flamandes, et avec des pignons triangulaires imposants hérissées d'épis comme il y en a eu au palais Rihour disparu, relève de l'architecture néo-Renaissance flamande, mais ici entièrement transcrite dans le style Art déco de l'époque. Cette variante locale de l'Art déco est souvent appelée « Art déco régionaliste ». Ce style est typique de l'entre-deux-guerres à Lille. Il en existe de nombreux autres exemples, variés, dans toute l'agglomération lilloise, mais l'hôtel de ville en est sans aucun doute l'exemple le plus représentatif. 
À l'angle, s'élève le beffroi de Lille. C'est le plus récents et le plus haut des beffrois de Flandre, entièrement réalisé en béton armé avec des parements de briques. Avec ses 104 mètres et 400 marches à gravir pour atteindre le sommet, c'est aussi le plus haut bâtiment municipal de France. Son allure s'inspire de la forme d'une « travée lilloise » qu'on observe sur les maisons du XVIIe siècle du vieux-Lille ainsi que sur la chambre de commerce construite précédemment en style néo-lillois. Il comporte à sa base deux statues en béton des géants Lydéric et Phinaert, fondateurs de la cité selon la légende, réalisées à mains nues dans le béton frais par Carlo Sarrabezolles. 
La galerie intérieure, divisée en trois nefs par deux rangées de 21 piliers à motifs floraux, s'étend sur 143 mètres de long. Les chapiteaux des piliers en béton ont été moulés dans des formes en aluminium tandis que leur base est habillée d'un décor de marbre et de fer forgé. Cette galerie forme une rue municipale qui ouvre sur quatre bâtiments transversaux abritant les bureaux des services sur trois niveaux. Trois halls aux plafonds ajourés les séparent. Les deux extrêmes sont entourés de guichets pour l'accueil du public tandis que le hall central accueille la salle du conseil. Deux escaliers d'honneur, partant de la galerie, desservent également le premier étage qui comprend notamment la salle des mariages, la salle des témoins, la salle Erro, la salle des commissions, le salon d'honneur et le bureau de Roger Salengro, dotés de leur mobilier d'époque. En hommage à Roger Salengro, poussé au suicide en 1936, son bureau est resté inoccupé depuis lors, les maires actuels occupant le bureau de l'adjoint. Partout dans la décoration, y compris sur le mobilier, se décline la fleur de lys du blason lillois, qu'on retrouve sur beaucoup de réalisations municipales de cette époque.
Seules l'aile administrative et celle du beffroi ont été réalisées au tournant des années 1930. L'aile de réception, qui devait notamment comprendre un salon d'honneur et une salle des fêtes, n'a jamais été réalisée. La dernière aile, qui ferme le quadrilatère formé par le plan général du bâtiment, est de facture moderne. Réalisée au début des années 1990, elle comprend notamment le hall d'entrée actuel de la mairie.